# Caray
Caray (span. für Verdammt) ist ein Lied des mexikanischen Singer-Songwriters Juan Gabriel, das 1983 auf dem Album Todo und auf der Rückseite der Single No vale la pena erschien. 2015 nahm Gabriel das Lied noch einmal im Duett mit Alejandra Guzmán auf. Auch hat Gabriel das Lied immer wieder in seinen Konzerten gesungen. 

## Inhalt
Das Lied erscheint wie eine späte Revanche zu No tengo dinero, in dem der Protagonist befürchtet, dass seine Freundin ihn seiner Armut wegen verlassen könnte. In Caray blickt der Protagonist auf eine Beziehung zurück, die seine Partnerin des Geldes wegen beendet hat, weshalb er nächtelang geweint hat. Sie hat damals einen reichen alten Mann geheiratet, von dem sie jedoch inzwischen selbst verlassen wurde. Heute lebt sie unglücklich, einsam und verlassen. Sie hat alles verloren, hat weder Geld noch einen Partner. Der Protagonist hingegen fand das Glück und kann – die Schadenfreude ist unüberhörbar – nichts für sie tun: Ahora soy yo quien vive feliz, formé un hogar cuando te perdí. Después yo te olvidé y te perdoné y no puedo hacer ya nada por ti. (Heute bin ich es, der ein glückliches Leben führt. Ich habe ein Zuhause gefunden, als ich dich verlor. Und dann habe ich dich vergessen und dir verziehen und jetzt kann ich nichts für dich tun.). 

## Coverversionen
Das Lied wurde unter anderem von Natalia Aguilar, Verónica Castro und Rocío Dúrcal gecovert. 